# Smith & Wesson Модель 910
Smith & Wesson Моделі  908, 908s, 909, 910 та 915 Value Series самозарядних пістолетів подвійної/одинарної дії з короткою віддачею ствола під набій 9×19mm Parabellum (9mm Luger). Всі ці пістолети мали стволи з неіржавної сталі, раму з алюмінієвого сплаву та затвор з вуглецевої або неіржавної сталі. S&W Модель 915 випускали у період 1992-1994, а S&W Модель 910 була представлена у 1995 році на заміну Моделі 915 і була у виробництві до 2006 року.  

## Варіанти
S&W Моделі 908, 908s та 909 входять до "Value Series" і є варіантами Моделей 3914, 3913 та 3904, відповідно. Вони мають рами з алюмінієвих сплавів та сталеві затвори. Як 910 та 915, Моделі 908, 908s та 909 виготовляють за допомогою верстатів для зменшення вартості. Моделі 908 та 908s є компактними моделями схожими на Модель 3914 і мають однорядний магазин на вісім набоїв, а Модель 909 була повнорозмірною схожою на Модель 3904, з 9-зарядним однорядним магазином. Моделі 908 та 909 мають воронений затвор з вуглецевої сталі та раму з алюмінієвого сплаву, у той час як 908s має затвор та ствол з неіржавної сталі і раму з неіржавної сталі. Усі три пістолети мають запобіжник/важіль безпечного спуску лише з лівого боку на відміну від звичайних двобічних версій.

## Історія
Не зважаючи на використання трицифрового номеру, обидві Моделі 915 та 910 фактично є самозарядними пістолетами 3-го Покоління компанії Smith & Wessons і входять до лінійки Value Series, у виробництві якої використані методи спрямовані на зменшення вартості виробництва. Перші дві цифри позначають калібр (9, 40 або 45). Моделі 915 та 910 базуються на Smith & Wesson 5904 - цифра 9 відповідає калібру "9мм", а наступні цифри відповідають місткості магазина 15 та 10 набоїв, відповідно.  Як і Модель 5904, обидва пістолети 915 та 910 мають затвор з вуглецевої сталі та раму з алюмінієвого сплаву.  
Для зменшення вартості виробництва, обидві Моделі 915 та 910 мали лише один запобіжник (на лівому боці), а також матову обробку. Модель 915 має лише металеві частини, а Модель 910 має для додаткової економії має пластиковий цілик, направляючий стрижень віддачі та кнопу викидання магазина, а також відсутні додаткові операції чистової обробки. Обидві моделі мають репутацію надійних, міцних службових пістолетів.
Під час виробництва Модель 915 отримала 15-зарядний, дворядний магазин. S&W Модель 910 одразу отримала 10-зарядний дворядний магазин згідно з федеральним Законом про боротьбу з насильницькими злочинами та правоохоронну діяльність 1994 року. У 2005 році, після закінчення терміну дії закону, Модель 910 отримала 15-зарядний дворядний магазин. Магазини Моделей 915 та 910 мають таку саму конструкцію, як і ті що використані у серії 59XX та є взаємозамінними.